# Shin'ichirō Sawai
Shin'ichirō Sawai (澤井信一郎, Sawai Shin'ichirō) est un réalisateur et scénariste japonais.

## Biographie
Né le 16 août 1938 à Hamamatsu, Shin'ichirō Sawai étudie l'allemand à l'université de Tokyo des études étrangères. Diplômé en 1961, il rejoint la Tōei en tant qu'assistant réalisateur et travaille sous la direction de cinéastes tels que Masahiro Makino et Norifumi Suzuki. Il collabore également à des scénarios comme ceux de la série Torakku Yarō (en). Il fait ses débuts comme réalisateur en 1981 avec Nogiku no haka, véhicule pour la chanteuse Idol Seiko Matsuda.
Il remporte le prix des nouveaux réalisateurs de la Directors Guild of Japan en 1985 et le prix du meilleur réalisateur à la Japan Academy Prize en 1986.
Il meurt à l'âge de 83 ans dans un hôpital de Tokyo le 3 septembre 2021.
Shin'ichirō Sawai a réalisé vingt-huit films, en a produit cinq et a écrit cinq scénarios entre 1971 et 2007.

## Filmographie
Sauf indication contraire, la filmographie de Shin'ichirō Sawai est établie à partir de la base de données JMDb.

### Comme réalisateur
- 1981 : Nogiku ho hana (野菊の墓?)
- 1984 : W no higeki (Wの悲劇?)
- 1985 : Sōshun monogatari (早春物語?)
- 1986 : Maison Ikkoku (めぞん一刻, Mezon ikkoku?)
- 1987 : Koibito-tachi no jikoku (恋人たちの時刻?)
- 1988 : Rabu sutori o kimini (ラブ・ストーリーを君に?)
- 1991 : Fukuzawa Yukichi (福沢諭吉?)
- 1993 : Waga ai no uta: Taki Rentarō monogatari (わが愛の譜 滝廉太郎物語?)
- 1995 : Nihon'ichi mijikai "haha" e no tegami (日本一短い「母」への手紙?)
- 1998 : Shigure no ki (時雨の記?)
- 2002 : Koinu Dan no monogatari (仔犬ダンの物語?)
- 2003 : 17-sai - Tabidachi no futari (17才 〜旅立ちのふたり〜?)
- 2007 : Gengis Khan à la conquête du monde (蒼き狼 地果て海尽きるまで, Aoki ōkami: Chi hate umi tsukiru made?)

### Comme scénariste
- 1971 : Gorotsuki mushuku (ごろつき無宿?) de Yasuo Furuhata
- 1975 : Torakku yarō: Goiken muyō (トラック野郎 御意見無用?) de Norifumi Suzuki
- 1975 : Torakku yarō: Bakusō ichiban hoshi (トラック野郎 爆走一番星?) de Norifumi Suzuki
- 1976 : Torakku yarō: Bōkyō ichiban hoshi (トラック野郎 望郷一番星?) de Norifumi Suzuki
- 1977 : Torakku yarō: Dokyō ichiban hoshi (トラック野郎 度胸一番星?) de Norifumi Suzuki
- 1984 : Journal d'errance d'un joueur de mah-jong (麻雀放浪記, Mahjong hōrōki?) de Makoto Wada
- 1984 : W no higeki (Wの悲劇?)
- 1993 : Waga ai no uta: Taki Rentarō monogatari (わが愛の譜 滝廉太郎物語?)
- 1995 : Nihon'ichi mijikai "haha" e no tegami (日本一短い「母」への手紙?)
- 1998 : Shigure no ki (時雨の記?)

## Distinctions
Sauf indication contraire, les informations mentionnées dans cette section peuvent être confirmées par la base de données cinématographiques IMDb,  présente dans la section « Liens externes ».

### Récompenses
- 1985 : prix du nouveau réalisateur de la Directors Guild of Japan pour Sōshun monogatari[2]
- 1985 : prix Kinema Junpō du meilleur scénario pour W no higeki[6]
- 1985 : prix Mainichi du meilleur film et du meilleur scénario pour W no higeki[7]
- 1986 : prix du meilleur réalisateur pour W no higeki et Sōshun monogatari aux Japan Academy Prize[3]

### Nominations
- 1985 : prix du meilleur scénario pour Journal d'errance d'un joueur de mah-jong aux Japan Academy Prize[8]
- 1986 : prix du meilleur scénario pour W no higeki aux Japan Academy Prize[3]
- 1994 : prix du meilleur réalisateur et du meilleur scénario pour Waga ai no uta: Taki Rentarō monogatari aux Japan Academy Prize[9]